# Schloßberg (Hausruck)
Der Schloßberg ist eine 712 m ü. A. hohe Erhebung des nordöstlichen Hausrucks in Oberösterreich.

## Lage und Landschaft
Der Schloßberg liegt zwischen Eberschwang (Bezirk Ried im Innkreis) und Haag am Hausruck (Bezirk Grieskirchen), südlich von St. Marienkirchen am Hausruck.
Der Rücken bildet den nordöstlichsten Ausläufer des Hausruck-und-Kobernaußerwald-Zuges, der in das Inn- und Hausruckviertler Hügelland ausgreift, und erhebt sich etwa 200 Meter über die umliegenden Orte. Der Hausruck-Seitenkamm läuft vom Schloßberg südwärts zum Sulzberg (750 m) und trifft dann etwa 6 Kilometer südlich des Turmbergs auf die Hauptrichtung Ost–West des Hügelzugs. Nach Norden teilt sich der Zug in den Pilgershamer Rücken mit dem Pilgershamer Forst, und den Haager Rücken, der in die Luisenhöhe über Haag ausläuft. Zwischen diesen entspringen der St. Marienkirchner Bach  (zur Antiesen) und die Pram bei Kruglug (Gemeinde Geiersberg), im Osten die zahlreichen Quellgräben der Trattnach (zu Innbach und Donau) um Geboltskirchen und Haag, womit der Schloßberg zur bedeutenden Wasserscheide der Flussgebiete Donau unterhalb/oberhalb Jochenstein gehört.
Der Rücken selbst ist dicht mit Fichtenforst bestanden, das Kulturland rund um die Ortschaften Vocking (Gemeinde Eberschwang), Pilgersham (St. Marienkirchen) und Schernham (Geiersberg), Ditting und Letten (Haag) und Odelboding (Gemeinde Geboltskirchen) greift auf etwas über 600 Meter Seehöhe heran.

## Geschichte
Der Name des Bergs beruht auf einer Fluchtburg der Magyarensturm-Zeit (900–950) zwischen der ersten und zweiten bairischen Siedlungswelle des Frühmittelalters.
Bis 1780 gehört das westlich liegende Innbaiern (das heutige Innviertel) zum Herzogtum Bayern, im Osten lag das Land Österreich ob der Enns (später Erzherzogtum, heute Land Oberösterreich) – zu Österreich kam das Innviertel erst mit dem Frieden von Teschen 1779 kam das Innviertel an Habsburg. Auf dem Schloßberg findet sich ein bayrischer Grenzstein von 1603 (⊙), der noch heute die Gemeindegrenzen Eberschwang – St. Marienkirchen – Geiersberg markiert.

## Geologie und Bergbau
Der Gipfel des Schloßberges besteht aus der mäßig verzementierten Hausruckschotter-Deckschicht des Hausruck-Kobernaußerwalds, die vor etwa 10–7 Millionen Jahren (Unterpannon bis Pontium) als Abtragungsmaterial der Alpen hier abgelagert wurde, und hier eine Mächtigkeit von etwa 40 Metern aufweist. Der Unterbau besteht aus den Rieder Schichten, schwach feinsandigem Tonmergel der Innviertler Serie, die etwa 10 Millionen Jahren davor am Rand der Paratethys abgelagert wurden. Dazwischen war der Hausruck Brack- bis Süßwasserregion oder gar Land, entweder von primär Sequoien-Wäldern bestanden, oder diese als Treibholz von Süden eingetragen. Daraus hat sich eine Braunkohle-Schicht zwischen Grundgestein und Schotterdecke gebildet, das sich etwa von unter dem Schloßberg als Kohlenmulde Haager Rücken Nord bis Haag erstreckt.
Auf Geiersberger Gebiet besteht die Kiesgrube Schernham (Niederndorfer Kieswerke-Transportbeton GesmbH), der Rest des Schloßbergs ist seit 1994 Wasserschongebiet der umliegenden Gemeinden.

## Erschließung
Über den Schloßberg verläuft der Hausruck-Kobernaußerwald-Weitwanderweg (HKWW/10HK), der, vom Sommerrodel-Lift und Haager Aussichtswarte (Luisenhöhe) kommend, in alle Richtungen mit Zugängen erschlossen, bis Mattighofen läuft. Außerdem gibt es einen Spazierweg von Vocking–Ortacker herauf.
Der Schloßberg eröffnet auf einigen Lichtungen und Schlägen Ausblick ins Inn- und Hausruckviertel.